# Антракс
Антракс, црни пришт, бедреница је акутна заразна болест коју изазива грам позитивна, аеробна бактерија, бацилус антракса (лат. Bacillus anthracis). Већина облика ове болести су смртоносне, како за људе тако за животиње. За антракс постоји ефикасна вакцина, а неки облици овог обољења добро реагују на антибиотску терапију. До увођења и широке употребе ефикасних ветеринарских вакцина, антракс је био фатална болест говеда, оваца, коза, камила, коња, свиња у целом свету.
Као и многи други припадници рода бацила, бацил антракса може да формира „успаване“ ендоспоре, (које не треба мешати са спорама гљива), које су у стању да у екстремним условима опстану деценијама, или чак вековима. Споре антракса могу се наћи на свим континентима, чак и на Антарктику Када се споре удишу, прогутају, или када дођу у контакт са кожном лезијом на телу „домаћина“ могу се врло брзо активирати.
Антракс је пре свега болест биљоједа сисара, али и других сисара, и неких птица, који гутају или удишу споре у току испаше на зараженом подручју или исхраном зараженом храном. Сматра се да је гутање најчешћи пут којим се биљоједи заразе антраксом. Месоједи који живе у истом окружењу могу бити инфицирани конзумирањем меса и млечних производа заражених животиња биљоједа. Болесна животиња може проширити антракс и на људе, било директним контактом (нпр. инокулацијом заражене крви на оштећену кожу), или употребом меса оболелих животиња.
Споре антракса могу бити произведене у in vitro условима као биолошко оружје. Зато је он високо на листи потенцијалних агенаса у односу на биолошки рат и биотероризам. У том контексту антракс је примењен у најмање два наврата, припреман за употребу у неколико других прилика и коришћен као агенс у бројним претњама и преварама широм света. Антракс се не преноси директно са једне заражене животиње или особе на другу, већ се то дешава преносом спора. Тело животиња оболеле од активног антракс у тренутку смрти могу бити извор спора антракса.

## Етимологија и синоними
Име антракс, потиче од грч. ανθραξ -„ жар“, „угаљ“, због црне боје кожне лезије, која се развија код инфицираних особа кожним обликом антракса.
Остали називи; црни пришт, прострел, бедреница, устрел, долачица, злоћудни оток, малигна пустула (лат. Antrax, Pustula maligna)

## Историја
Најстарији поуздани докази о постојању антракса датирају од пре 32.000 година. Споре бацила у малим фрагментима пронађене су на очуваним мумифицираним остацима мамута који је угинуо у долини Хром у Јакутији.
Као изузетно „малигна“ заразна болест антракс је био позната још од давнина. У обе Библије као и у грчкој литератури (Хомер) и римској (Овидије) описан је антракс. Древни арапски лекари описали су антракс код људи као „Персијски пожар“. Назив »црни пришт«, потиче још из доба Хипократа.
За патогене особине антракса знало се и у средњем веку када је он коришћен као биолошко средство у појединим ратовима. Зараћене стране користиле су га као „биолошко оружје“, јер су лешеве контаминираних животиња катапултом бацали преко зидина опседнутих утврђења и чекали да се становништво разболи и умре од последица епидемије.
Прве епидемије антракса регистроване су у 9. веку а у 10. веку болест се са дивљих животиња све више преносила на домаће . У 16. веку у Млечана постојала је законска одредба, којом се продавци меса зараженог антраксом кажњавају смрћу. У 17 и 18. веку болест је била јако честа код оваца. Велика епидемије антракса која је избила 1607. на Старом континенту, усмртила је преко 60.000 људи. У Америци антракс су ширили становници Новог света пореклом из Европе. Релативно касно 1847. антракс се први пут појавио у Аустралији.
Средином 19. века француски лекар Давен, биолог Раје и немачки ветеринар Полендер открили су узрочника антракса, то је био први откривени бацил уопште. Роберт Кох је међу првим 1872. открио и идентификовао штапићасти облик микроба узрочника ове болести у крви оболелих оваца. Он је тврдио да сам микроб није узрок антракса, већ токсична супстанца повезана са њим.
Ову теорију у својим истраживањима оповргао је Луј Пастер који је доказао да је сам микроб (бацил антракса) тај који непосредно изазива болест. 
Епидемија антракса која је од 1876. до 1877. претила да уништи сточни фонд Француске, посебно говеда и оваца, мотивисала је Пастера да започне истраживања у овој области и развије теорију слабљења или постепеног умањења вирулентне способности микроба све дотле док они не постану толико ослабљени да њихово дејство бива савладано природном активношћу имунског система, дајући истовремено домаћину одређену врсту неповредивости (отпорности) на болест. Данас је ова метода позната и као "метода инокулације".
У свом истраживању Пастер је тестирање спровео на две групе од по 50 оваца. Једне која је инокулисана антраксом и друге која то није. Када је детаљно анализирао развој болести, Пастер је установио да је групе код које је применио инокулацију преживела, док су припадници друге групе врло брзо умрли.
Одмах након завршеног истраживања атенуисани (ослабљени) облик узрочник болести је подељена широм Француске и стока је масовно инокулисана - вакцинисана. Резултат је био одличан и свеобухватан. Заустављана је епидемија антракса и створен је валидан имунитет код животиња на будућа нежељена дејства антракса. Пастер ће нешто касније у својим истраживањима користити исту методу у сузбијању епидемије беснила.

## Епидемиологија
Антракс је акутна, контагиозна, септикемијска болест многих врста животиња. Од ове болести најчешће обољевају преживари, најпре овце и козе, затим говеда и коњи, док су свиње и пси мање пријемљиви на болест.
Период инкубације код антракса најчешће није дужи од 8 часова, мада се у пракси наводи период инкубације од 2-3 дана. Кожни облик болести почиње са појавом црвенила коже и сврбежом на месту на коме се убрзо формира ефлоресценција (пришт) црвене боје, потом була која након пуцања формира некротичну улцерацију црне боје. Око ове промене кожа и поткожно ткиво постају едематозни.
Код људи антракс је неконтагиозно  обољење које се најчешће јавља као професионална болест појединаца који рукује животињама, вуном, длаком, сточним производима, биолошким оружјем и уопште код људи који долазе у додир са животињама и њиховим прерађевинама.
Зато се антракс код људи према начину заражавања, традиционално сврстава у:
- Неиндустријски антракс који је начин заражавања код опште популације изложене антраксу у коју спадају; фармери, месари, сточари, ренџери, ловочувари, ветеринари истраживачи у микробиолошким лабораторијама и уопште људи који случајно долазе у додир са животињама и њиховим прерађевинама.
- Индустријски антракс, који је начин заражавања који се среће код индустријских радника запослених у обради костију, коже, вуне и других производа животињског порекла, производњи биолошког оружја итд[13].

Оваква подела прави и разлику између начина преношења болести који код кожног облика антракса у организам доспева кроз кожне лезије, код цревног облика антракса гутањем (оралним уносом) контаминиране хране, пре свега меса оболелих или цркнутих животиња, и код инхалационог антракса, удисањем ваздуха зараженог спорама антракса.
Глобална учесталост антракса код животиња, захваљујући националним програмима, је мала и резултат је свеукупног глобалног смањења антракса. Иако се тим резултатима често супротстављају и непожељне активности као што су; недовољно познавање болести од стране новије генерације ветеринара, фармера, и других структура, које услед недостатка искуства, нису у стању да правовремено препознају и пријаве болест, и предузму вакцинацију. Болест је и даље присутна у неким медитеранским земљама, у малим „џеповима“ у Канади и САД, одређеним земљама централне и Јужне Америке и средње Азије, Индијском потконтиненту у неколико подсахарских афричких земаља и западној Кини. Зато су спорадични случајеви и епидемије антракса и даље на другом месту дешавања у свету. Разлике у учесталости антракса међу државама или регионима зависе од економских услова, квалитета надзор, друштвене традиције, понашања у исхрани итд, у одређеној земљи или региону.
Задњи случај појаве антракса у Србији забележен је у Војводини јуна месеца 2011..

### Морталитет и морбидитет
Највећи број случајева антракса је кожни тип, са блажим симптомима, који могу бити санирани са лечењем или без њега. Кожни антракс је лако излечив ако се промене (ране) лече одговарајућим антибиотицима, а стопа морталитета је < 1%.
Међутим, други облици антракса су потенцијално смртоносни. Крвни и инхалациони облик антракса праћени су највишом стопом морталитета. Удисање антракса може бити погубно, са применом антибиотске терапије или без ње. Током 2001, стопа смртности лечених ооособа након удисања антракса била је 45%.
Цревни антракс је тешко дијагностиковати и повезан је са вишим стопама морбидитета и морталитета (стопа морталитета се креће од 20% до 60%).

### Раса, пол и узраст[18]
- Међу болесницима од антракса не постоје расне склоност, како по питању обољевања тако и по питању заштите.
- Код антракса не постоје полне разлике међу оболелим.
- Антракс нема склоност према животној доби. Али како је често повезан са професионалним излагањем у индустрији и пољопривреди, антракс најчешће погађа младе и средовечне особе (радно најактивније).
- Лица у било ком узрасту могу оболети од антракса ако се он примени као биотерористичко оружје.

## Етиологија[19]
Узрочник антракса је спора коју формира бактерија бацил антракса (лат. Bacillus anthracis), штапићастог изгледа, која се у организму човека или животиње налази у вегетативном облику, а у неповољним условима изван организма у облику спора.
Спора је веома отпоран облик бацила антракса која може да преживи и преко 40 година у земљишту. Бацил антракса је грам позитивна штапићаста, непокретна бактерија, која поседује капсулу, а под микроскопом има изглед штапа одсечених ивица па подсећа на циглу. Више бактерија антракса под микроскопом симулирају изглед бамбусове трске.
Узрочник расте на хранљивом агару аеробно и факултативно анаеробно стварајући колоније које изгледају као чуперак вате;
- Р колоније су вирулентни сојеви - храпаве, сивкасте, непрозирне колоније,
- С колоније су авирулентни сојеви округлог облика, глатке и беличасте боје.

На крвном агару узрочник не доводи до хемолизе. У бујону ствара пахуљаст талог на дну епрувете и не замућује бујон. У дубоком агару расте целом дужином убода езе, и даје карактеристичан изглед обрнуте јелке.
Фактори вируленције бацила антракса су: капсула, егзотоксични комплекс (летални фактор, едема фактор и протективни антиген) и плазмиди.
Антракс је један од патогених агенаса који може да се примени за биотероризам јер од њега може да оболи и умре велики број људи ако се искористи као биолошко оружје. Септембра 2001, у Сједињеним Државама, споре антракса послате су редовном поштом на неколико локација и изазвале код 22 особа болест, а код петоро смрт.
- Шапичасти облик бацила антгракса

## Епизоотиологија
Болест се јавља широм света. Примарни извори инфекције су излучевине болесних животиња , лешеви животиња и остаци леша који се расипају по околини, тло контаминирано узрочницима, нарочито пашњаци (антраксни дистрикти, „проклета поља“), сировине животињског порекла (на местима где се оне прерађују - кожаре, вуновлачаре, кланице итд), храна и вода контаминиране спорама и итд. Храна и вода загађене спорама представљају такође извор заразе.
Узрочник у организам животиње најчешће доспева преко хране, а ређе преко плућа и оштећене коже. Инфекција кроз кожу у говеда је ретка, а нешто је чешћа у оваца због озледа које настају при стрижи и ли кастрацији.
За човека је извор инфекција оболела животиња. Од антракса углавном оболевају људи који су у директном контакту са оболелом или угинулом животињом као и људи који се баве индустријском прерадом сточних производа и прерадом животињске коже. Људи се такође могу инфицирати уколико дођу у контакт са спорама које се налазе на антраксни дистрикту. Инфекција може настати и ингестијом термички недовољно обрађеног млека или меса оболелих животиња. Преношење антракса са једне особе на другу је веома ретко. Птице могу преносити узрочника преко фецеса али су оне отпорне на инфекцију.

## Патофизиологија
Узрочник у организам преживара најчешће улази храном и водом која је загађена спорама бацила антракса. Даљем продору у организам погодују, готово увек присутна оштећења слузокоже уста. Инфекција кроз кожу у говеда је ретка, а нешто је чешћа у оваца због озледа које настају при стриже или кастрацији. У коња и паса узрочник такође улази храном и водом, а оштећења слузнице и овде су значајна у генези болести.
Удахнуте али и прогутане, споре бацила антракса фагоцитују плућни макрофаги који их преносе до трахеобронхалних лимфних чворова. Ту споре проклијају, те лимфним системом вегетативни облик доспева у крв којом бива разнесен по целом организму, а нарочито се задржава у слезини, стварајући на тај начин секундарне центре инфекције и пролиферације.
Услед велике пропустљивости капилара и крвних судова ствара се велики серозни ексудат, који често доводи у питање исхрану ткива. Промене на крвним судовима са пратећом исхемијом, главни су узрок појаве гангрене на кожи. На слузокожама се поред крвних излива налазе и пихтијасти инфилтрати. Паренхимни органи су обично дегенеративно измењени, преплављени микроорганизмима. Јавља се оток слезине и скоро свих жлезда. велико умножавање бактерија често изазива зачепљење крвних капилара.
Вегетативни облици бацила антракса производе низ токсина који подстичу стварање антитоксичних антитела, која су уједно одговорна за имуност према овој болести. До данас непотпуно су описане три компоненте једног од токсина:
- Едемски фактор.
- Протективни антиген (имуногени фактор изазива стварање антитоксичних антитела).
- Летални фактор.

Међутим, тек синергистичко деловање ова три фактора има на организам токсично - штетно дејство  Споменуте компоненте токсина оштећују фагоците који пропадају, потом узрокују повећану пропустљивост капилара, оштећење фактора згрушавања крви што резултује капиларном тромбозом, падом крвног притиска и колапсом, отказивањем бубрега и терминалном аноксијом. Коначно долази до депресије и парализе дисања па наступа смрт. Ако узрочник не продре даље у организам, неће доћи до септикемије већ настаје локална инфекција као што је то случај у ждрелу свиња.

## Клиничка слика
Обољење се карактерише веома брзим током болести, бројним крварењима у организму, појавом хеморагичних едема, карбункула и обилном серозном ексудацијом у серозним шупљинама.

### Антракс код животиња
Клиничка слика болести се разликује код различитих врста (па и између јединки исте врсте) домаћих животиња, и зависи од;
- количине унетих микроорганизама,
- вируленције микроорганизама,
- имунитета животиње
- улазних врата инфекције.

Инкубација антракса код животиња се креће од 1-7 а најдуже 14 дана.
Ток болести може бити перакутан, акутан, субакуан и хроничан. Код преживара он је је претежно перакутни и акутни а код свиња, коња и паса чешће се јавља локализовани облик болести са нешто дужим током трајања.
Перакутни ток антракса, карактерише мождана апоплексије и брзо угинуће животиња, а јавља се код оваца и говеда. Главни симптоми су; нестабилност (тетурање) животиње, крварење из природних отвора и појава крви у мокраћи.
Акутни ток антракса, карактерише повишена телесна температура (до 42 °C), убрзано и дубоко дисање, убрзани пулс, крвљу препуњена јако црвена слузокожа, увећање лимфних чворова. Може бити праћен и проливом, побачајем, едематозним променама перинеума и ждрела. Животиња је узнемирена, риче, блеји, има грчеве у трбуху, шкрипи зубима, тетура се, апатична је и подрхтава Акутни ток антракса траје око 2-24 часа (2—5 дана).
Субакутни ток антракса карактерише; грозница, дрхтавица, грчеви у трбуху, конгестија јетре и плућа, отежано дисање, едем испод врата. Субакутни ток у говеда се понекад запажа и као локална инфекција и то са променама на кожи, цревима, ждрелу односно плућима. Субакутни ток болести траје 24-48 часа (5—7 дана).
Овце и козе знатно су осетљивије на инфекцију од говеда, и зато код њих нема локализованог облика болести. Ток болести једнак је ономе у говеда осим што је бржи, а знаци болести су: висока телесна температура, узнемиреност, дрхтавица, падање на земљу, шкрипање зубима, мокрење, крвава столица и на крају угинуће животиње.

### Антракс код људи
Антракс се може јавити код људи у једној од следећих форми:
Спољашња или кожна форма (пустула малигна).
Унутрашња форма која се може јавити као:
- Инхалациона (плућна, медијастинална, респираторна) форма антракса
- Гастроинтестинална и орофарингеална форма
- Антраксна сепса
- Антраксни менингитис

#### Спољашњи или кожни антракс код људи
Кожна форма антракса код људи или пустула малигна - је најчешћи клинички облик болести, који се јавља у око 95% случајева. Углавном је локализована на откривеним деловима тела. Улазно место инфекције су повреде на кожи. На месту инфекције се прво јавља макула (округла промена у боји коже), у току 24 часа она прелази у папулу (промену изнад равни коже), а затим у везикулу (мехурић испуњен течношћу). У централном делу везикуле настаје изумирање ћелија (некроза) и ствара се црно смеђа краста (круста) а око ње венац везикула. Након три до пет круста се шири и обухвата венац везикула.
Тако настаје антраксна краста која је црна, јасно ограничена, увучена, сува и безболна. Након отпадања крусте на њеном месту остаје свеж ожиљак, а некада и велики дефект. Стадијум красте траје и до 20 дана.
| Спољашња или кожна форма антракса (пустула малигна) |                               |                        |
| Кожни антракс на руци                               | Кожна форма антракса код деце | Кожни антракс на врату |

Промене на кожи су праћене болним увећањем регионалних лимфних жлезди и општим симптомима; језом, благо повишеном температура грозницом, боловима у мишићима и зглобовима.
Код малигног едема као и код инфекције локализоване на лицу, односно очном капку или на слузокожама не долази до стварања пустуле, већ се болест карактерише дифузним отоком који је пихтијастог изгледа, блед, безболан и брзо се шири. На слузкожама се стварају мехурићи који пуцају и на њиховом месту настаје некроза ћелија. Код локализације инфекције на слузокожи усне дупље и језика због опструкције дисајних путева едемом, може доћи до угушења.

#### Унутрашњи антракс код људи
Форме унутрашњег антракса које се могу развити код људи су; инхалациони антракс, цревни антракс, антраксна сепса и менингеални антракс;

##### Инхалациони (плућни, медијастинални, респираторни) антракс
Инхалациона форма антракс настаје удисањем спора. Термин „инхалациони антракс“ је у великој мери заменио старији називи за овај облик болести, јер најчешће примењиван назив „плућни антракс“, не одражава чињеницу да се активна инфекција јавља у лимфним чворовима, а не само плућима, као и чињеницу да се код ове болести не јавља бронхопнеумонија.
Удахнуте споре се преносе макрофагама из плућа, у оне делове тела где нема инфекција, првенствено лимфним системом у коме инфекција даље напредује. Клијање и почетно умножавање почиње у макрофагама док су у транзиту ка лимфним чворовима. Створене вегетативне ћелије убијају макрофаге и улазе у крвоток, где настављају да се умножавају и доводе до фаталних септикемија.
Лимфна стаза у грудном кошу је примарних поремећаја повезана је са едемом, који може бити очигледно изван грудног коша на његовом улазу, и плеурални излив. Доминантна промена је медијастинитис који се код одређене групе болесника не развија иако обично симболизује овај облик болести. Како су медијастинална проширење утврђена као релативно честа манифестација у другим болестима, у свакодневну праксу је уведена препорука за компјутеризовану аксијалну томографију која треба да на скенеру покаже учешће лимфних чворова у процесу.
Клиничку слику болести карактерише постепен почетак који личи на грипозни синдром. Болесник се жали на умор, малаксалост, бол у грудима и суви надражајни кашаљ, и повишену температуру. У даљен току развија се хеморагични медијастинитис, температура се снижава испод нормале, болесник отежано дише, пулс је слаб, убрзан, крвни притисак пада и наступа колапсно стање. 
| ИНХАЛАЦИОНИ АНТРАКС; удахнуте споре бацила антракса фагоцитују плућни макрофаги који их преносе до трахеобронхалних лимфних чворова, где споре почињу да клијају а затим изазивају хеморагични медијастинитис |                                 |                                   |
| Споре антракса у удахнутом ваздуху | Удисање спора и трахеобронхитис | Промене у плућима и медијастинуму |

##### Цревни антракс
Цревна форма антракс настаје након ингестије контаминиране термички недовољно обрађене хране. Ова форма болести карактерише се повраћањем крвавог садржаја, учесталим крвавим столицама као и тешким општим стањем болесника. Болест прати тешко колапсно стање и без адекватне терапије наступа смрт за 2-3 дана.

##### Антраксна сепса
Сепса изазвана антраксом је најтежи облик болести са знацима тешке инфекције, интоксикације и кардиоваскуларног колапса којој претходи лимфохематогено ширење бацила антракса из примарне лезије било које форме антракса и формирање секундарних метастатских жаришта на многим органима. Клиничке карактеристике су висока температура, токсемија и шок, са смрћу која настаје у кратком временском периоду од дисеминације узрочника.
Докази којим се потврђују да не постоји асимптоматска антраксна сепса, или да постоји само симптоматска сепса код антракс нису пронађени. У диференцијалној дијагнози, због могућности сепсе другим бактеријама треба имати у виду и ту могућност. Дијагноза се поставља изолацијом бацила антракса из примарна лезија и из културе крви или откривањем отрова (токсина) или ДНК бацила антракса у овим узорцима.

##### Менингеални антракс
Инфекција можданица (менинга) је најтежа форма или компликација антракса која се најчешће јавља након лимфохематогеног ширење бацила антракса из примарне лезије било које форме антракса.
Менингеални антракс је хеморагични лептоменингитис са симптомима; бол у врату (са флексијом или без ње), главобоља, промене у менталном стању, повраћање и висока телесна температура, којима следи брза дезоријентисаност, губитак свести и смрт. Код болесника постоји интензивно запаљење менинга са пратећим едемом и појавом крви и повишеним притиском у ликвору 
.
Диференцијално дијагностички треба узети у обзир;
- акутни бактеријски менингитис изазван другим сојевима бактерија
- мождани облик маларије
- субарахноидалну хеморагију

Дефинитивна дијагноза се поставља визуелизацијом инкапсулираних бацила у ликвору и/или култури.

### Дугорочни ефекти антракса
Након инцидената са антраксом зараженим писмима 2001, неки пацијенти су се жалили на дуготрајне проблеме као што су безразложан умор после минималне физичке активности и проблеме са краткотрајном памћењем. Реисман и сар. су 2004. спровели процену ових дуготрајних ефеката у 15 пацијената отприлике годину дана после инфекције. Многи појединци су и даље имали истоветне жалбе; замор у зглобовима, когнитивна оштећења и психолошке сметње, које нису биле засноване на органским променама. Како истраживачи нису пронашли реалне основе за ове жалбе а слични дуготрајни медицински необјашњив здравствене проблеме и потешкоће у прилагођавању свакодневном живота су забележене код лица која су преживела Лајмску и легионарску болест, они претпостављају да су ове тегобе вероватно последица посттрауматског стресног поремећаја. Зато опоравак, може захтевати недеља или месеца у зависности од озбиљности болести и осетљивости пацијента на ове факторе.
Опоравак од кожног антракса, најчешће се код мале и средње кожне лезије завршава углавном комплетном реституцијом коже са минималним ожиљком, а код веће лезије, или лезије на мобилним (покретљивим) областима (нпр. на капку), ожиљака и настале контрактуре могу захтевати хируршку корекцију како би се вратила нормална функција и санирао велики кожени дефекти (понекад и применом трансплантације коже) .

### Други и наредни напади антракса
Евиденција лица која су имала нападе антракса дуже време након појаве примарне инфекције постоји, али је она ретка. Наводимо неколико карактеристичних примера такве могућности:
- Брахман (1954)[27] наводи у свом извештају два случаја антракса која су се јавила у Енглеској 1912. код пацијената који су имали кожи антракс знатно раније и још два случаја у САД која су забележена 1920.
- Хогсон (1941)[28] евиденцију случаја ветеринара антракса уговарање коже у три наврата и на другог појединца чије Друга инфекција догодила само шест недеља након на првом месту.
- Хејворт и сар. (1975)[29] су описали случај девојке која је лечена од кожног антракса у две узастопне године 1971 и 1972.
- Силаков (1996)[30] наводи три случаја поновљене инфекције после 8, 15 и 20 година, која је била респективна, у три особе. Код једне од њих, пришт се налазио на истом месту на руци као и претходни 15 године.

## Дијагноза
Дијагноза антракса поставља се на основу: 
1. Епизоотиолошка анамнеза
Ова анамнеза обухвата; вакцинални статус, ендемско подручје, контаминирана храна повезана са појавом епизоотије. Нагласити у анамнези да ли је животиња била третирана антибиотицима.
2. Клиничка слика
3. Лабораторијска дијагностике.
- За лабораторијска испитивања органи се не користе како се не би отварањем леша споре антракса разасуле по околини. Ако леш није отворен, одсече се ушна шкољка са околним мускулатуром и сече се са термокаутером или усијаним ножем. Уколико је леш већ отворен, може се узети узорак слезине. Узорци коже се могу узети за имунодијагностику - Асколи преципитацију.
- Узорак може бити и крв из отвора или крв добијена венепункцијом.
- Узрочник се може доказати на обојеним препаратима из размаза крви или органа, на хранљивим подлогама, крвном агару, дубоком агару, селективним подлогама итд
- Узрочник се може доказати и на основу биохемијских особина: оптимална температура раста антраксног бацила 35-37 °C, аероб, факултативни анаероб, разлаже гликозу, малтозу, сахарозу, лецитин, скроб и фруктозу до киселина без стварања гаса. Не ствара индол, каталаза позитиван.

Серолошке методе лабораторијске дијагностике антракса
У серолошке медоде за дијагностику антракса спадају; Асколи преципитација, ДИФ, ЕЛИСА, Вестерн Блот (ВБ), АГИД, хемаглутинацијску тест. ПЦР метода се користи као потврдни тест за капсулу и ПА антиген. 
Алергијски кожни тест на антракс
Антраксин (алерген)у току алергијског теста даје се интракутану. Јавља се еритро и индурација после 24-48 сати. 
Биолошки оглед на антракс
Биолошки оглед користе се на мишевима и заморци. Узет биолошки материјал за испитивање убризгава се експерименталној животињи субкутано у количини од 0,1-0,2 мл ако се ради о мишу или 0,5 мл ако се ради о заморцу. Животиња се клинички прати 10 дана. Учинуће настаје најчешће након 2-4 дана. На месту инокулације материјала јавља се оток а у утроби животиње увећана слезина.
| „ | Приликом узорковања и транспорта материјала стално треба водити рачуна да се узрочник не расипа по околини. | ” |

## Диференцијална дијагноза[4][19]
- Диференцијална дијагноза антраксне есхаре код кожог антракса обухвата широк спектар заразних и незаразних промена на кожи; чир (посебно тропски), еризипел, сакагију, кугу, сифилисни шанкр, улцерогландуларну тулараемију, клостридијалну инфекцију, рикецијама изазване болести, поствакцинални чир изазван богињама, леишманијазу, херпес итд. Генерално гледано кожне промена код других болести немају карактеристични антраксни едем, у променама недостаје гнојна секреција, а и бол је често одсутан, што уз примену одговарајућих клиничких тестова може да докаже или искључи неку од наведених болести.
- Диференцијално дијагностички код носнождрелног (оралног) антракс, треба мислити на дифтерију и компликовану стрептококну инфекцију крајника и ждрела, Винсентову и Лудвигову ангину, параждрелни апсцес и дубоку инфекцију меких ткива врата.
- Диференцијално дијагностички код гастроинтестиналног антракса треба имати у виду; тровања храном (у раним фазама цревног антракса), акутни абдомен због других разлога, и хеморагични гастроентеритис изазван другим микроорганизмима, а посебно некротизирајући ентеритис изазван клостридијумом перфрингенс и дизентерију (изазвану амебама или бактеријама).
- Диференцијално дијагностички инхалациона антракс се може заменити са микоплазмодичнном пнеумонијом, туларемија Q-грозницом, вирусном упалом плућа, хистоплазмозом, кокцидомикозом и малигнитетом

## Терапија
Од времена увођења антибиотика у медицинску праксу, утврђено је да њихова брза и правовремена примана даје одличне резултате и доприноси брзом опоравку људи или животиња заражених антраксом.: О значају лечења антракса антибиотицима, у раним данима примене антибиотика (средином педесетих година 20. века) најбоље је описао Херман Голд (1955) 
| „ | Пеницилин и антибиотици широког спектра...су поједноставили контролу антракса, тако да се са сигурношћу може рећи да је код човека ова болест изгубила озбиљне конотације. | ” |

Код сваког свеже изолованог бацила антракса у животиња или људи може се претпоставити да постоји јако велика вероватноћа да он буде осетљив на пеницилин, као јефтин и лако доступан лек у скоро свим срединама, и зато представља основу лечења код животиња и људи у свим земљама у развоју.
Предложена антибиотска терапија и начин њене примене код антракса
| Антибиотик                         | Дозе за одрасле                                     | Дозе за децу |
| ---------------------------------- | --------------------------------------------------- | --- |
| Пеницилин V                        | 500 mg PO, 4 пута/дневно                            | 25–50 mg/kg/дневно PO у 4 једнаке дозе |
| Пеницилин G, (procain)             | 0.6–1.2 mU IM сваких 12–24 h                        | 25 000–50.000 U/kg/дневно IM |
| Пеницилин G, (sodium or potassium) | 4 mU IV сваких 4–6 h                                | 300.000–400.000 U/kg/дневно сваких 4–6 h |
| Ампицилин                          | 1–2 g IV сваких 4–6 h                               | 50–200 mg/kg/дневно, IV подељено, на сваких 4–6 h |
| Амоксицилин                        | 500 mg PO сваких 8 h                                | Тешка > 20 kg: 500 mg PO сваких 8 h Тешка < 20 kg: 40 mg/kg PO у 3 дозе сваких 8 h |
| Ципрофлоксацин                     | 500 mg PO сваких 12 h 400 mg IV сваких 12 h         | Генерално се не препоручује за децу. У хитним стањима, 10–15 mg/kg 2 пута дневно, тако да не прелази 1 g/дневно                                                                                              |
| Кларитромицин                      | 500 mg PO или IV сваких 12 h                        | Не препоручује се |
| Клиндамицин                        | 150–300 mg PO сваких 6 h 600–900 mg IV сваких 6–8 h | (PO) 8–25 mg/kg/дневно сваких 6–8 h (IV) 15–40 mg/kg/дневно у 3–4 подељене дозе |
| Доксицилин                         | 100 mg сваких 12 h                                  | Генерално се не препоручује за децу < 8 година. У хитним стањима; ≤ 8 година, 2.2 mg/kg 2 пута дневно > 8 година и тежине > 45 kg: 100 mg 2 пута дневно > 8 година и тежине < 45 kg: 2.2 mg/kg 2 пута дневно |
| Еритромицин                        | 500 mg PO сваких 6 h                                | 30–50 mg/kg/дневно у 4 подељене дозе |
| Рифампицин                         | 0.6–1.2 g дневно IV или PO у 2–4 појединачне дозе   | 10–20 mg/kg/дневно на 12–24 h |
| Стрептомицин                       | 1 g/дневно IМ                                       | 20–40 mg/kg/дневно IМ |
| Тетрациклин                        | 500 mg PO сваких 6 h                                | Не примењивати код деце |
| Ванкомицин                         | 1 g IV сваких 12 h                                  | 40 mg/kg/дневно у 2 до 4 подељене дозе сваких 6–12 h |

Напомена :  PO - перорално (преко устију), IM - интамускуларно (у мишић), IV - интарвенски у (вену)
- Део антибиотика који се користи у терапији антракса
- Доксициклин
- Ципрофлоксацин
- Амоксицилин

| „ | Забринутост због све веће резистенције на пеницилина је вероватно прецењена у најновијој литератури. Званични извештаји о грешкама у лечењу које су последица отпорности на пеницилин описана су у два или три случаја у целокупној историји. Међутим, пошто је доказано да може да се јави резистенција на пеницилин код неких сојева, основни принцип је да се у терапији мора применити адекватна доза пеницилина када се он користи у лечењу.“ | ” |

### Препоруке за терапију антраксаСЗО
Неке основне препорука које су наведене у брошури СЗО о примени антибиотика код антракса су:
- Пеницилин је антибиотик избора али, тамо где је контраиндикован, постоји широк спектар алтернативних антибиотика широког спектра.
- Ципрофлоксацин и доксицлин заузели су високо место, као примарни третман и алтернатива у последњих неколико година. Међутим доксицлин има недостатак јер лоше продире у централни нервни систем (ЦНС).
- У тешким случајевима опасним по живот, треба се определити за интравенску примену пеницилина или другог примарно изабраног антибиотика (нпр, ципрофлоксацин - се може комбиновати са другим антибиотиком, по могућству оним који има добар продор у (ЦНС).
- Кларитромицин, клиндамицин, ванкомицин или рифампицин се предлажу као додатни антибиотици за инхалациони антракс
- Стрептомицин или други аминогликозиди, за гастроинтестинални антракс
- Ванкомицин или рифампицин се предлажу за лечење антраксног менингитиса.
- Ципрофлоксацин и доксицилин, сматра се да углавном нису погодним за децу (< 8 до 10 година старости) и требало би да се користе у овим старосним групама само у ванредним ситуацијама.
- Пеницилин (у комбинацији са рифампицином или ванкомицином), у инфекцијама опасним по живот је погодан за примену код труднице и дојиља, као и код деце,
- Ципрофлоксацин или доксициклин (опет у комбинацији са рифампицином или ванкомицином) могу се сматрати лековима избора у ванредним ситуацијама, кад тестови осетљивости указују на то да је то одговарајуће.
- Генерално, имунокомпромитовани пацијенти се лече на исти начин као и имунокомпетентни, али код њих се мора посветити посебна пажња ако постоји бубрежна инсуфицијенција или оштећење јетре.

## Превенција

### Опште мере[33]
- Забрана употреба меса млека и млечних производа, оболелих или сумњивих животиња на антракс
- Опрезно руковање са мртвим животињама за које се сумња да су заражене антраксом.
- Добра вентилација применом хауба са ламинарним струјањем, употреба заштитних наочаре (нпр, заштитне наочаре или заштитни штитници за лице), респиратора заштитне одеће и рукавица на местима где се обрађује кожа, крзно, длака или вуна животиња.
- Забрана испаша стоке на отвореном ендемском простору, контаминираном спорама антракса.
- Вакцинација животиња
- Избегавање било којих активности, које могу неку особу изложити ризику заражавања, а посебно активности које би могле створити аеросол или расејање капљица;
- Деконтаминација лабораторија и опреме после сваке употребе и примена исправне опреме и лабораторијских посуда;
- Избегавање додиривања површине слузокоже рукама (са рукавицама или без њих), и никада не јести или пити у лабораторији, шталама или на контаминираном подручју;
- Уклањање и стављање рукавица по изласку из лабораторије или након рада са контанимираним животињама и материјалом у специјални контејнер и обавезно прање руку.
- Ако се за неку особу зна да је била изложена антраксу, вакцинација и/или профилакса антибиотицима може да спречи појаву болести.

### Деконтаминација антраксом заражених подручја
Споре антракса могу да преживи дуго времена у свом окружењу након контаминације. Најчешће се за деконтаминацију (чишћење), контаминираних локација антраксом обично користе оксидациона средства, као што су пероксиди, етилен оксид, сандиа пена, хлор-диоксид, као и течни избељивачи који садрже натријум хипохлорит. Ова средства полако уништавају споре антракса. Избељивачи међутим нису решење за санацију великих површина јер угрожавају заштиту животне средине. Избељивач и сирћетна киселина не смеју да буду у истом раствору, јер могу да произведу хлор гас. Зато у мало воде мора прво да се дода избељивач (нпр. две шоље воде на једну шољу за бељење), затим сирће (нпр. једна чаша), а затим остатак воде (нпр. шест шоља). pH раствора треба да се тестира лакмус папиром а третирана површина мора остати у контакту са избељивачем око 60 минута (поновљена примена је потребна да се одржи влага на површини).
Хлор-диоксид је примењен као добар биоцид против антраксом-контаминираних локација, и примењен је у дезинфекцији бројних владиних зграда у протеклој деценији. Његов главни недостатак је потреба да буде примењен од стручно обучених лица.
Да би се убрзали процеси деконтаминације, средствима се додаје одређена количина неотровних катализатора састављених од гвожђа и тетра-амидних макроцикличних лиганада у комбинацији са натријум-карбонатом и бикарбонатом и претварањем у спреј. Спреј се примењује на захваћене површинае након чега следи примена још једног спреја који садржи терт-бутил хидроперокиде.
Користећи катализатор методу, потпуно уништавање свих спора антракса се може постићи за мање од 30 минута, за разлику од стандардних катализатора без спреја, који уништавају мање од половине споре за исто време. Деконтаминација пословне зграде Америчког Сената од спора антракса коштала је САД 27 милиона долара, а чишћење неких поштанских објекат изван Вашингтона 130 милиона долара и трајала је 26 месеци. Од тада се стално развијају новије и јефтиније методе деконтаминације.
Чишћење антраксом-контаминираних површина на ранчевима и дивљини је много проблематичније. Лешеви могу бити спаљени, иако то често треба и до три дана да сагоре велики трупла и то није изводљиво у подручјима са мало дрвећа. Лешеви могу бити си ахрањени, иако сахрањивање великих животиња ако није довољно дубоко не може да спречи поновно појављивање спора, и захтева много радне снаге и скупе алата. Натапање лешева у формалдехиду може да убије споре, али и да изазове загађења животне средине.
Блоковско паљење растиња на великим подручјима сузбија антракс, али је овај начин еколошки деструктивна, угрожава здравље животиња које напуштају ту област у потрази за свежом испашом. Неки радници су експериментисали са покривањем свежих антраксом заражених лешева фолијама и тешким предметима, што је спречавало да неки стрвинари отварају лешеве, и изазивали процес труљење бактерије у оквиру трупа како би убили вегетативне Б антраксне ћелија и спречавали спорулацију. Овај метод има недостатке, код стрвинара као што су хијене које су у стању да се инфилтрирају скоро сваки простор.
Тако створен претходно успаван антракс, може бити подигнут са површине земље ветром у сушом погођеним регионима са осиромашеном испашом, и може се посматрати као облик природног уништавања и први корак у рехабилитацији заражене области.

### Имунизација
Имунизација људи против антракса може се обавити применом за то специјално произведена вакцине. Вакцина се данас углавном примењује код особа које раде на високо ризичним пословима, како би се смањила њихова могућност заражавања али и могућност даљег ширења антракса. Зато се вакцина за сада не препоручује за остале људе већ се препоручује само за следеће ризичне групе људи:
- Људе који раде са антраксом у лабораторијама;
- Људе који раде са животињским кожама или крзном увезеним са подручја високог ризика;
- Људе који су често изложене спорама антракса (нпр. они који спроводе истрагу на местима зараженим у евентуалном биотерористичком нападу);
- Људи који рукују производима од животиња у подручјима високог ризика (нпр. ветеринари који одлазе на рад у земље са повећаним бројем случајева антракса;
- Војна лица која раде у подручјима у којима би антракс могао да буде искоришћен као биотерористичко оружје.[39]

## Антракс као биолошко оружје
Биолошко оружје су биолошки агенси, микроорганизми или отрови из природног окружења који се могу применити да онеспособе, убију, или на други начин омету противника. Биолошког оружја се одликује смањеном видљивошћу, високим потенцијалом, лаком доступности, ниском ценом и релативно лаком применом.
У биотерористичке агенсе спада и бацил антракса који као биолошко оружје може имати широки спектар примене, од биотероризма, преко превара (застрашивања) до изазивања масовних жртава, од стране појединаца или малих група у државном тероризму или класичном биолошком ратовању.
Персијска, грчка и римска литературу из 300. п. н. е. наводи примере употребе антраксом заражених животињских лешева, којима су контаминирани бунари и изворишта воде непријатеља.
Према истраживању Центра за контролу и превенцију болести (ЦДЦ) у САД, намерно ослобађање антракса од стране биотерориста, у неком великом америчком граду, имао би за последицу економску штету од 477,8 милиона долара или 26,2 милијарди на 100.000 антраксу изложених лица.
Биотерористички потенцијал антракса
Антракс може да произведе масовне губитке, јер у случају великих епидемија представља озбиљне изазове за лечење пацијената и профилаксу изложених лица и животиња. Такође може да представља непрестану претњу за дуготрајније загађење животне средине и сточног фонда, контаминираног подручја.
Без обзира на начин и методу растурања, жртве се контаминирају антраксом преко: коже, гастроинтестиналног (цревножелудачног) тракта (ГИТ), и плућа. Контаминација коже је најмањи потенцијал за значајнији морбидитет и морталитет, јер здрав, неоштећен кожни омотач пружа одличну баријеру против ових актера. Међутим, слузокожа, огреботине на кожи, или друге лезије могу да постану улазна врата за антракс. Загађење хране и воде омогућава потенцијално нешто већу изложеност загађењу преко гастроинтестиналног тракта.
Највећи биотерористички потенцијал примена антракса има ако се он примени у облику аеросола (у облацима капљица или честица пречника од 1-5 µm које садрже микробе антракса). Како са не може открити нашим чулима, он удисањем преко плућа лако продире у организам.
Примена биолошког оружја постаје све софистицираније против животиња и људи током 1900-их. Током Првог светског рата, Немци су развили сој антракса, који је могао да се употреби као биолошко оружје. Током Другог светског рата, Јапанци су у тајном истраживачком центру у Манџурији спроводили експерименте на око 3000 кинеских затвореника, које су излагали поред осталих агенаса и антраксу. На жртвама су посматрани развој болести и вршили обдукције. Године 1942, Сједињене Државе су основале службу за истраживање антракс и ботулинског токсина и у јуну 1944. ускладиштили довољне количине ботулинског токсина и хране за стоку заражене антраксом да би је применили у знак одмазде уколико Немци први у рату употребе биолошке агенсе. Британци су 1942. и 1943. тестирали антраксом напуњене бомбе на острву Груинард на северозападној обали Шкотске, а затим припремили и ускладиштили залихе сточне хране заражене антраксом.
Године 1979, случајно је ослобођене антракс из објеката за оружја у Свердловску, СССР, након чега је умрло најмање 66 људи. Руси су несрећу негирали све до 1992. Године 1985, Ирак је почео офанзивну примену биолошког оружја и развио програма производње антракса.
Реалност или само претња
Тренутно, око 10 земаља је осумњичено за нападе биолошким оружјем. У 1992, 20 људи је примило хемопрофилаксу након што је у Вирџинија човек прскао своје цимере супстанцом за коју је тврдио да је антракс. Према званичним подацима, на пример, само у Бостону превремено је коришћен ципрофлоксацин од стране 13.500 поштанских радника, као и да је антибиотике, највероватније у страху од антракса користило 2 до 3 милиона Американаца, а број је у сталном порасту. То ће довести до страшних последица због све већег развоја бактеријске отпорних на ципрофлоксацин и сродних антибиотика. 
- Током 1994, јапанска секта Аум Шинрикио покушала је да распршивањем примени антракса са врхова зграда у Токију.
- Током 1998. и 1999, изведено је више превара које су укључиле и претњу ослобађања антракса у Сједињеним Државама које су резултовале деконтаминацијом и антибиотском профилаксом могућих жртава. Скоро 6.000 људи широм Сједињених Држава било је погођено овом претњи.
- Од септембра до новембра 2001, регистровано је 23 потврђених или сумњивих случајева биолошког тероризма повезаног са антраксом (10 случајева инхалацијом преко плућа, 13 преко коже) који су се догодила у Сједињеним Државама. Већина случајева чинили су поштански радници у Њу Џерзију и Вашингтону, а остатак се догодио у медијским кућама у Њујорку и Флориди, где су писма контаминирана антраксом додиривана рукама у току манипулације или отворена. Као резултат заражавања ових људи, код приближно 32.000 особа из њиховог окружења, које су потенцијално биле изложене антраксу примењена је профилакса антибиотицима како би се спречила могућа инфекција антраксом.

Претња антраксом као биолошким агенсом „се често одбацује као научна фантастика или као толико неморалан поступак који је ван граница маште“, међутим потенцијална опасност за војне снаге и цивилно становништво сада је знатно чешћа него у било ком тренутку у досадашњој историји, што су потврдили и трагични догађаји у САД 2001. године .